# TT154
Das Grab TT154 (TT steht für Theban Tomb, thebanisches Grab) befindet sich in der Nekropole von Theben beim heutigen Luxor. Es gehört dem Mundschenk Tati, der in der 18. Dynastie (Neues Reich) amtierte. Von dem Grab ist nur die kleine Grabkapelle, die aus einem einzigen Raum besteht, der einst ausgemalt war, erhalten. Die Kapelle wurde vor 1910 entdeckt und dann mit einer Tür versehen. Nur auf der Westwand und auf der Decke sind Reste von Malereien überliefert. Auf der Decke sind der Name und Titel des Grabinhabers erhalten. Die Westwand zeigt den Grabbesitzer und eine weitere Person (nur die Beine sind erhalten) sitzend. Vor ihnen sind Gäste auf Stühlen sitzend dargestellt. Es folgen Reihen von Opfergabenbringern, und ganz rechts sind Handwerker dargestellt.

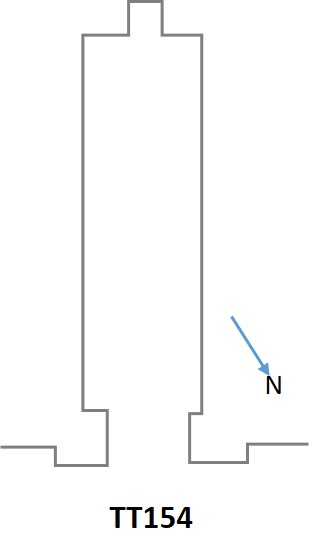
Plan der Grabkapelle